# Quận Lorain, Ohio
Quận Lorain là một quận thuộc tiểu bang Ohio, Hoa Kỳ. Quận lỵ đóng ở Elyria.6
Dân số theo điều tra năm 2010 của Cục điều tra dân số Hoa Kỳ là 301.356 người.

## Địa lý
Theo Cục điều tra dân số Hoa Kỳ, quận này có diện tích 2.391 km², trong đó có 1119 km2 là diện tích mặt nước.